# Штицль, Андреас
Андреас Штицль (нем. Andreas Stitzl; род. 4 марта 1974, Траунштайн, Бавария) — немецкий биатлонист и лыжник, многократный чемпион Европы в биатлоне, призёр этапов Кубка мира в лыжных гонках.

## Карьера биатлониста
В Кубке мира Штицль выступал в сезонах 2000/01 и 2001/02, и занимал в них в общем итоговом зачёте соответственно 69-е и 50-е место. Лучший результат Штицля в отдельных гонках Кубка мира, 4-е место в гонке преследования в сезоне 2001/02 на этапе в Антхольце.
В чемпионатах мира участия не принимал, успешно выступал на чемпионатах Европы, на которых в период с 2000 по 2002 годы завоевал 4 золотые, 1 серебряную и 1 бронзовую медали.
В 2002 году перешёл из биатлона в лыжные гонки.

## Карьера лыжника
В Кубке мира Штицль дебютировал 26 октября 2002 года, в январе 2003 года первый раз попал в тройку лучших на этапе Кубка мира, в эстафете. Всего имеет 2 попадания в тройку лучших на этапах Кубка мира, оба в командных гонках, в личных гонках не поднимался выше 11-го места. Лучшим достижением Штицля в общем итоговом зачёте Кубка мира является 64-е место в сезоне 2002/03.
За свою карьеру принимал участие в одном чемпионате мира, на чемпионате мира 2003 года был 23-м в спринте свободным стилем.
Использовал лыжи производства фирмы Fischer.
После завершения спортивной карьеры стал работать тренером по биатлону, в частности был личным тренером Кати Вильхельм и Йоханнеса Кюна, а также был тренером юношеской и молодёжной сборных Германии.